# Garoowe
Garoowe (szomáliul Garoowe, arabul: غاروي, olaszul: Garoe) az Északkelet-Szomáliában lévő Puntföld közigazgatási központja, Nugaal régió fővárosa.
Garoowe a Nugaal völgyében fekszik, melyet egy fokozatosan emelkedő felföld ural, mely északról, délről és nyugatról 500–1000 méter magasan határolja a várost. A felföld nyugati részét több völgy és kiszáradt folyómeder csipkézi. A gazdaság nagy részét kecske- és tevetenyésztés teszi ki. A vadonban növő fákról fenyőtömjént és mírhát gyűjtenek.

## Elhelyezkedés
Garoowe Szomália északkeleti részén található, Puntföld szívében. Közeli települések közé tartozik keletre Gillab, északkeletre Qalqalooc, északra Libaax Seexay, északnyugatra Geida Debabo, nyugatra Bixin, délnyugatra Lugo, délre Salaxley és délkeletre War Weytan.

## Története
A XIX. század során Garoowe és Északkelet-Szomália nagy része a Osman Mahamuud fejedelem (boqor) – a kelet-szomáliai Hobyo Szultánságot uraló Yuusuf Cali Keenadiid unokatestvére – által irányított Majeerteen Szultánság része volt.

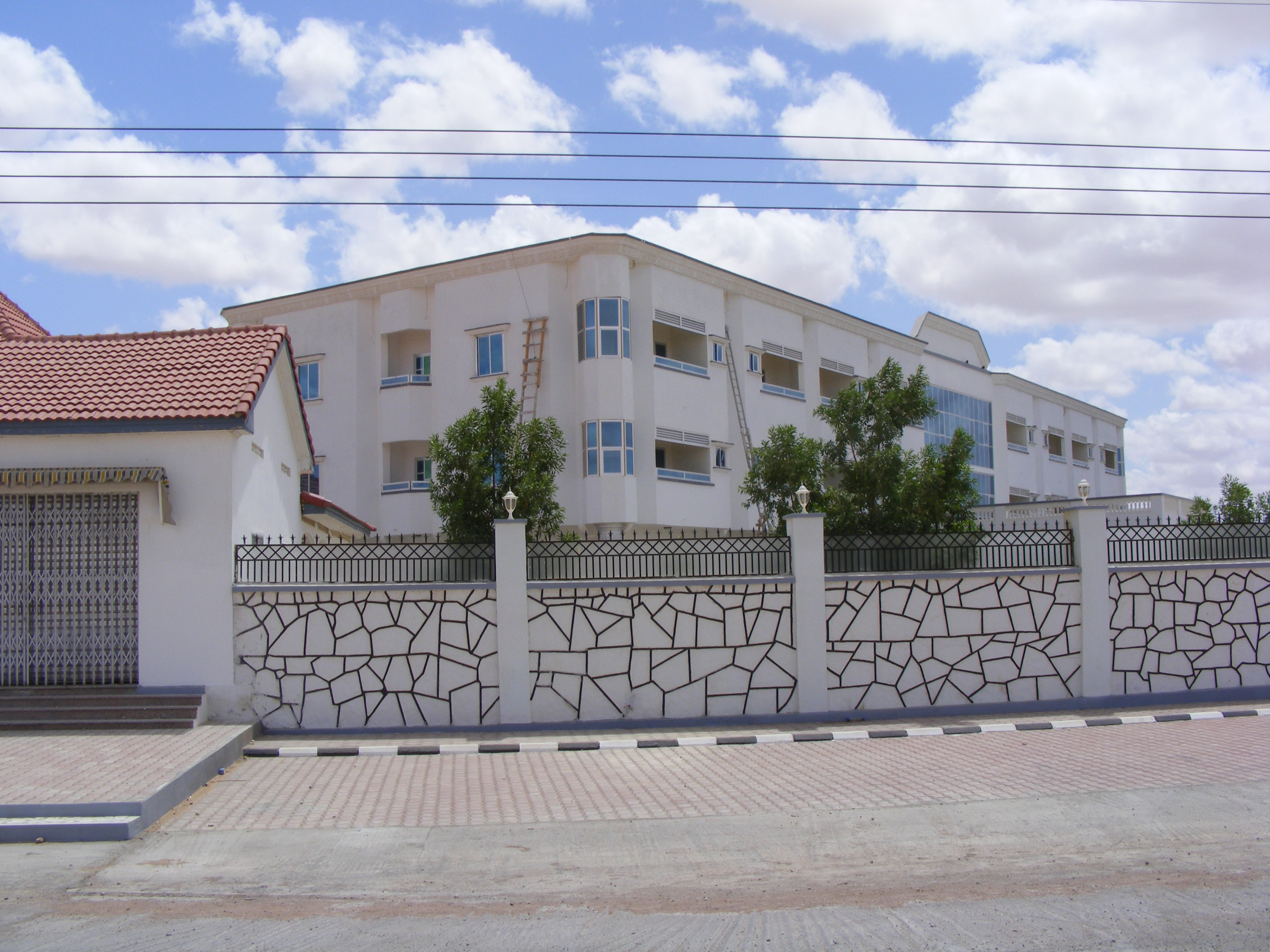
Garoowe egyik lakóépülete.

A várost a gyarmati idő alatt Olasz-Szomáliához csatolták.
A függetlenség elnyerése után Garoowe Boosaaso központja lett. Az 1970-s években a Las Andoot és Eylt is magába foglaló régió központja lett. A Nugaal-völgy kiterjedt volta miatt a régió új neve Nugal lett.
A szomáliai polgárháború 1991-es kitörése után 1998-ban egy három hónapos alkotmányozó gyűlést tartottak a városban. Ezen részt vett a terület politikai elitje, a hagyományos öregek (az Issimek), az üzleti élet résztvevői, értelmiségiek és a civil élet egyéb területeinek résztvevői, akik hivatalosan is megalapították Szomáliai Puntföldet, melynek feladata szolgáltatásokat nyújtani a lakosság számára, a biztonság garantálása, a kereskedelem elősegítése valamit a kapcsolatfelvétel a helyi és nemzetközi partnerekkel.

## Fordítás
- Ez a szócikk részben vagy egészben  a   Garoowe című angol Wikipédia-szócikk fordításán alapul.  Az eredeti cikk szerkesztőit annak laptörténete sorolja fel. Ez a jelzés csupán a megfogalmazás eredetét és a szerzői jogokat jelzi, nem szolgál a cikkben szereplő információk forrásmegjelöléseként.